# Karya Nyata
Karya Nyata is een bestuurslaag in het regentschap Muara Enim van de provincie Zuid-Sumatra, Indonesië. Karya Nyata telt 968 inwoners (volkstelling 2010).